# ネスチン
ネスチン（英: nestin）は、神経外胚葉の前駆細胞（幹細胞）に特有の中間径フィラメント（英: intermediate filament）である。ニューロフィラメント、αインターネクチン、シネミンと同類のIV型中間径フィラメントに分類される細胞骨格蛋白である（Omary MB et al, 2004）。
胎生期の中枢神経系の形成過程での多潜性幹細胞（stem cell）に選択的に発現し、ニューロン（神経細胞）や星状膠細胞（アストロサイト）に分化が進むと発現は消失する。中枢神経系以外では消化管のinterstitial cells of Cajal　（カハール間質細胞）、横紋筋の神経筋接合部や筋腱接合部での横紋筋細胞での発現が確認されている。

## ネスチンの発見
胎生期中枢神経の発達過程を研究するため、コールドスプリングハーバー研究所のR.D. McKay らは 胎生15日のラットから脊髄組織を摘出し4％パラフォホルムアルデヒド固定した組織を抗原としてモノクローナル抗体を作製した。当初、Rat -401モノクローナル抗体は胎生期の神経管周囲の放射状グリア細胞群に一過性発現すると解釈したため、神経細胞やグリア細胞の分化や移動を誘導する未分化細胞の指標として報告された。その後、マサチューセッツ工科大学に移ったR.D. McKayはこのRat -401抗体がニューロンへの分化の前段階のほとんどすべての細胞に陽性であること、自己増殖能を有すること、陽性細胞分布が神経系の分化の過程で減少すること、未分化グリア細胞での発現はごく少数であることなどを根拠に神経外胚葉の幹細胞を認識する抗体と位置づけた。Neuroepithelial stem cellにちなんでNestinと命名したのはLendhal & McKay（1990）である。

## ネスチンに対する抗体
ネスチンがクローニングされる過程で用いられたのはRat-401抗体であるが、その後はフュージョン蛋白、合成ペプチドなどに対する抗体が作製され、免疫組織化学的研究に応用されている。抗ネスチン抗体は専らstem cell biology （幹細胞生物学）のツールとして利用され、効率的に中枢神経系幹細胞を分離回収する手段が模索されている。

## 病理診断とネスチン抗体の応用
病理診断の領域では、未分化神経外胚葉腫瘍、髄芽腫、膠芽腫、神経芽腫、胎児性横紋筋肉腫での発現が確認されている。脳腫瘍の脱分化の指標として注目されており、生物学的悪性度との相関が追究されている。また神経細胞とグリアの形成異常とされる腫瘍様異形成病変の幹細胞起源の証明にも用いられている。各研究者により用いる抗体の由来や種類が異なるため、腫瘍のタイプごとのネスチン陽性率は微妙に異なっている。したがって論文を参照するときには抗体の由来を確認したうえで、結果の解釈を慎重に行う必要がある。
脳腫瘍以外では消化管間質腫瘍（Gastrointestinal stromal tumor, GIST）でネスチン発現が確認されており、Cajal間質細胞由来であることの証左となっている。

## ネスチンの生理的な役割と幹細胞移植への応用
哺乳類の中枢神経系幹細胞に一過性に発現する中間径フィラメントであり、単に細胞骨格として機能だけでなく、核内への情報伝達、細胞代謝機能への関与が示唆されている。しかし、最近では神経変性疾患の幹細胞移植による治療を目指して効率よく多潜能を有する神経系幹細胞を分離同定する必要があり、ネスチンや転写因子であるmusashi-1をマーカーにして神経幹細胞の分離技術が実験研究レベルで開発されている。ネスチンは神経再生医学でも注目される神経幹細胞特異的な分子である。